# Auerbach (Horní Rakousy)
Auerbach je obec v Rakousku ve spolkové zemi Horní Rakousy. Její délka od severu k jihu činí 4,3 km a od východu k západu 5 km; rozloha obce činí 10,78 km². V roce 2015 zde žilo 565 obyvatel.

## Administrativní dělení
Auerbach se skládá ze dvou katastrálních území: Auerbach a Irnprechting. Katastrální území obsahuje tato sídla:
- Auerbach
- Holz
- Höring
- Oberirnprechting
- Oberkling
- Riensberg
- Rietzing
- Unterirnprechting
- Unterkling
- Wimpassing

## Dějiny
Auerbach byl součástí Bavorského vévodství až do roku 1779, kdy připadl na základě Těšínského míru (která ukončila válku o bavorské dědictví) spolu se zbytkem Innviertelu Rakousku. Během napoleonských válek se opět stal součástí Bavorska a v roce 1814 byla obec opět připojena k Horním Rakousům.